# Théodore Sindikubwabo
Théodore Sindikubwabo (geboren in 1928 - overleden in 1998) was de interim-president van Rwanda van 9 april tot 19 juli 1994 tijdens de Rwandese Genocide.
Hij is geboren in Butare, een stad in het zuiden van Rwanda. Tijdens het bewind van president Kayibanda was Sindikubwabo minister van Volksgezondheid.

## Presidentschap
Op 6 april 1994 werd het vliegtuig waarin zowel president Juvénal Habyarimana als zijn Burundese ambtgenoot Cyprien Ntaryamira zaten door onbekenden neergeschoten. Die avond wierpen soldaten en militieleden barricades op in Kigali, de hoofdstad van Rwanda. Nog voor de ochtend van 7 april waren de presidentiële garde en de milities al begonnen met het vermoorden van Tutsi's en Hutu's die bekendstonden als voorstanders van de Arusha-akkoorden. De dood van de president leidde tot de Rwandese Genocide, een explosie van geweld van de Hutu's tegen de Tutsi's. De moord op de president, de minister-president en een aantal ministers bood ruimte aan extremistische politici om hun posities over te nemen in een interim-regering onder regie van kolonel Theoneste Bagosora. Tot die  extremistische politici behoorde Sindikubwabo, die interim-president werd. In juli 1994 werd Kigali ingenomen door het Tutsi-rebellenleger Rwandees Patriottisch Front. De extremistische Hutu-regering waarin Sindikubwabo zat, werd verdreven. Paul Kagame, de bevelhebber van het FPR, installeerde Pasteur Bizimungu als president van Rwanda.